# Новокиевка (Алтайский край)
Новоки́евка — село в Табунском районе Алтайском крае, входит в состав Алтайского сельсовета.

## История
Основано в 1908 году. В 1928 году село Ново-Киевка состояло из 101 хозяйства, основное население — украинцы. В административном отношении являлось центром Ново-Киевского сельсовета Славгородского района Славгородского округа Сибирского края. В 1935—1938 годах являлось административным центром Ново-Киевского (Киевского) района.

## Население
| 1926 | 1997 | 1998 | 1999 | 2000 | 2001 | 2002 |
| ---- | ---- | ---- | ---- | ---- | ---- | ---- |
| 547  | ↘260 | ↘227 | ↗234 | ↗236 | ↘222 | ↘194 |
| 2003 | 2004 | 2005 | 2006 | 2007 | 2008 | 2009 |
| ↗227 | ↘176 | ↗211 | ↘184 | ↘175 | ↘172 | ↗173 |
| 2010 | 2011 | 2012 | 2013 |      |      |      |
| ↘126 | ↗127 | ↘125 | ↗134 |      |      |      |

## Улицы
- ул. Гоголя,
- ул. Свердлова,
- ул. Школьная.